# Бутрос Гали
За генералния секретар на ООН вижте Бутрос Бутрос-Гали.
Бутрос Гали (на арабски: بطرس غالي) е египетски политик от коптски произход, министър-председател на Египет от 1908 до 1910 г.
Първият му пост в правителството е министър на финансите, после става министър на външните работи. Обвиняван от националистите в пробританска политика, премиерът Бутрос Гали е убит от Ибрахим Насиф Уардани на 20 февруари 1910 г.
Генералният секретар (1992 – 1996) на Организацията на обединените нации Бутрос Бутрос-Гали (1922 – 2016) е внук на Бутрос Гали и носи неговите имена.